# 1. domobranska bojna Pula
1. domobranska bojna Pula ustrojena je 30. travnja 1992. godine zapovješću  predsjednika Republike Hrvatske Franje Tuđmana (klasa:801-02/92-01/01, ur.broj:512-06-02-92-214, od 30. travnja 1992. godine), te Zapovijedi o ustroju od Ministarstva obrane RH (klasa:8/92-01/52, ur.broj:1079-04-92-02 od 2. 5. 1992. godine), koju je potpisao ministar obrane. 

## Ustrojstvo
Ustrojena je u zgradi bivšeg Ureda za obranu, Forum 13, Pula u prostorijama bivšeg TO (danas se pored ulaza u tu zgradu nalazi Spomen ploča o osnivanju postrojbe veličine 133 X 95 cm otkrivene prigodom obilježavanja 10-e obljetnice njezinog ustroja). Od njezinog ustrojavanja do njezinog angažiranja na Ličkom bojištu, postrojba je doživjela promijene od eventualne uporabe, a tako i u kadrovskim promjenama. Sačinjavali su je uglavnom vojni obveznici iz nekadašnje općine Pula (Pula, Ližnjan, Medulin, Vodnjan, Marčana, Barban), bilo ih je i iz Rovinja, Pazina i Labina i Lupoglava.
Prva zadaća postrojbe bila je intervencija u slučaju napadaja na Pulu i okolicu, borba protiv diverzantskih i terorističkih grupa i obrane vitalnih objekata od interesa Pule i Republike Hrvatske.

## Ratni put
Temeljem Zapovijedi zamjenika zapovjednika Zbornog područja Gospić, a temeljem Plana angažiranja domobranskih postrojbi (klasa:817-07/93-01-06, ur.broj:1043-04-93-27. od 9. listopada 1993. godine), 1. domobranska bojna Pula, kao prva domobranska postrojba iz Istarske županije krenula je na "prvu crtu bojišnice" i 17. listopada 1993. preuzela je s 1. satnijom obranu nad dijelom obrambene crte s. Ramljani. Na tom dijelu su se kasnije izmjenjivale 2., a poslije nje i 3. satnija, (nije angažirana samo 4. satnija i dijelovi ojačanja bojne) koja je uz obrambene položaje naslijeđene od 2. satnije dobila i nove. Postrojba je bila izložena skoro svakodnevnoj neprijateljskoj paljbi iz pješačkog naoružanja, a 2. satnija i s topničkom paljbom petnaestak dana. Zadaća satnija bila je odsudna obrana sela Ramljani. Osim što je bojna nadgledala pokrete neprijateljskih trupa i iste javljala u Stožer, izrađivala je zaklone za osmatranje i borbeno djelovanje, te zemunice za sklanjanje u slučaju jače paljbe topničkog ili minobacačkog oružja. Smještaj bojne bio je uglavnom u vojarni Ramljani, gdje se nalazila i Samostalna domobranska satnija sačinjena od izbjeglih domobrana iz Korenice, pa se u početku s njima dijelilo preuzete položaje. Bojna je razvila i ratnu kiruršku prihvatnu ambulantu za ranjenike, te malu apoteku s lijekovima. Za razvoj i uređenje ove ambulante maksimalno se angažirao dr. Orijano Bulić, a svoj veliki doprinos dali su i liječnici raspoređeni u postrojbu, od kojih su najzaslužniji dr. Staša Stemberga i dr. Fabio Božac, koji su prvi angažirani s postrojbom. Oni su zajedno s zapovjednikom bojne sačinili i Plan evakuacije ranjenih i poginulih s mjesta stradavanja, do mjesta prihvata, te transporta do prihvatne ambulante. Liječnici iz sastava bojne su tijekom cijelog angažiranja bojne u slobodno vrijeme pružali liječničke pomoći susjednim postrojbama i stanovništvu okolnih sela i zaseoka, prema ukazanoj potrebi. Zapovjednik bojne bio je natporučnik Boris Ružić, njegovi zamjenici: Vladimir Rojnić i Anton Borina, a pomoćnici za IPD bili su: dr. Nevio Šetić, poručnik i Boris Ušić, poručnik. Postrojba je demobilizirana 2. svibnja 1994. godine. Uslijedila je zapovijed da se zbog potrebe bojišta, ustroji interventna satnija iz sastava bojne za brzi dolazak na crtu bojišnice s ciljem spremnosti za borbenu uporabu gotovo iz pokreta, što je i učinjeno. Zbog svoje dobre organizacije i suradnje s autoprijevozničkim poduzećem postrojba je prije zapovjeđenog roka mogla biti uporabljena. Postrojba se zbog preustroja HV ugasila 13. srpnja 1999. godine. Tijekom vojevanja, postrojba je redovito izvršavala sve dobivene zadaće  i nije bilo poginulih ni ranjenih od pješačke paljbe. Postrojbu su u tijeku vojevanja posjetili i predstavnici medija, te objavili o njoj novinarske članke koji su izašli: u Glasu Istre broj 43, od ponedjeljka 14. veljače 1994. pod nazivom "Istrani jači od ličke hladnoće" i Hrvatski vojnik broj 60, od 25. ožujka 1994. pod nazivom "Istrijanski baladuri". Pojedinci i postrojba dobivali su priznanja od predsjednika Republike, načelnika GS OS RH, zapovjedništva ZP Gospić i zapovjedništva 133. br. kojoj su bili pridodati. Od prvog do posljednjeg puta mobilizacije, postrojba je imala visok postotak odaziva. Nije zabilježen niti jedna pojava dezerterstva ili drugog oblika samovoljnog ponašanja i narušavanja vojničke stege. Zapovjedni kadar je profesionalno obnašao zadaće, s obzirom na to da su gotovo svi završili školu pričuvnih časnika u Bileći. Svaka satnija je prije posjedanja paljbene crte izvršila zapovjedno izviđanje. Isto tako je svaki dio postrojbe koji je upućivana na nove zadaće izvršio borbeno izviđanje. Bojna je po preuzimanju palbene crte izradila sve potrebne borbene dokumente sa skicom paljbe i dometom svojeg i pridodatog oružja. Tijekom angažiranja na bojišnici i poslije demobilizacije, sav zapovjedni kadar nije preveden, a  nije ni dobio činove prema zasluzi i ustrojbenom zapovjednom mjestu čiju su funkciju uspješno obnašali. Tijekom izvršenja borbenih zadaća naročito su se istakli zapovjednici satnija: 1. satnije Željko Vorić i zamjenik Stevko Mirković zajedno sa zapovjednikom voda Vazmoslavom Perešom i vojnicima Frankom Pepolijem i Jankom Mošnjom, 2. satnije Đildo Pliško i zamjenik Vazmoslav Pereša, te zapovjednik voda Ljupčo Taškovski, 3. satnije Vazmoslav Pereša i Ljupčo Taškovski.

## Opisi oznaka

### Nonići
Idejni tvorci amblema "Nonići", oznaka 1. satnije, 1. domobranske bojne su: Mirko Kapović, Nadir Mirković i Darko Bačić. Riječ "nonići" su naziv u dijalektu za "djediće". A naziv je potekao kao odraz ozbiljnosti angažiranih pripadnika i njihov "starački" izgled u odnosu na pripadnike bojni iz sastava brigadnih postrojbi. Oznaka "nonići" predstavlja glavu "istarske koze" pod maskirnom kacigom na glavi. U pozadini je povijesni grb grada Pule, a to je zeleni štit uokviren bijelom bojom sa žutim križem u sredini. Sama oznaka je rađena u približnoj veličini kao ustrojena oznaka "Domobranstva", koja se nosila na lijevom rukavu kao što su nosile ostale postrojbe ustrojenu oznaku "HV". Oznaka "Nonića" bila je obrnuta od ustrojene oznake "Domobranstva" i imala je istu pozadinsku boju, a to je crna. Na vrhu je zelenim slovima (zelena boja je boja grada Pule) napisano ime postrojbe "1. bojna, 1. satnija. Ispod toga je tiskano ime "NONIĆI" na kvadratnoj podlozi žute boje (bojom križa iz grba grada Pule), te ispod naziva, zelenim slovima je ispisano ime grada "PULA".

### Suri
Druga satnija je po uzoru 1. satnije izradila svoju oznaku s identičnim izgledom i podlogom, s tim što su kao izgled ozbiljnosti uzeli sijedu "suru" kosu, te se prozvali "SURI", a uzeli su lik "Broj jedan" iz crtanog romana "Alana Forda". Kako bi se ipak po nečemo razlikovali od prethodnika, boja ispisa pripadnosti "1.bojna 2. satnija", je žute boje, a kvadratna podloga na kojoj je naziv "SURI" je zelene boje. Tvorci oznake su: Anton Borina, Milenko Jurkota i Davorin Stjepanović. 

### Strile
Prva desetina, 1. voda, 2. satnije je izradila svoj amblem pod nazivom "STRILE". Ovaj je amblem manjih dimenzija od satnijskih amblema. Idejni tvorac je Noemil Krepčić. Oznaka predstavlja grb grada Pule iz kojeg izvire stisnuta šaka s četiri strijele, odnosno broja grupa u koje je satnija bila podijeljena u obnašanju zadaća na crti bojišnice. Za oznake "Strile" se ne zna gdje su tiskane, jer je autor otišao živjeti izvan Pule. Samo se zna da su tiskane u 120 primjeraka.

### Zogaduri
Treća se satnija prozvala "ZOGADURI", što prevedeno na štokavski znači "igrači". Naime istarski ljudi na selu u godinama u kojim su se našli odrađivati borbene zadaće se u slobodno vrijeme razonode igrajući igre "briškule i trešete" s talijanskim igraćim kartama, a majstore u tim igrama zovu "zogaduri". Idejni tvorac je istarski pisac Denis Kontošić, danas načelnik općine Barban i član poglavarstva Istarske županije. Znak predstavlja u pozadini grb grada Pule, na kojoj je u sredini igraća karta koja predstavlja "asa od kopa". U sredini igraće karte u krupnom planu je istarska bukaleta (broka, vrč ili sud iz kojeg se u Istri pije vino) s nacrtanim grozdom. Naime, uz igranje karata se po starim navadama (užancama) ispijalo vino iz bukaleta. Tvorci ovih zakovlja 1., 2. i 3. satnije su izvršili tiskanje u Vodnjanu u "Sitotisku" u oko 150 primjeraka na platnu kojeg su tvorci znakovlja donijeli tiskaču. 
- Nonići
- Suri
- Strile
- Zogaduri